# 塞尔福斯 (奥地利)
塞尔福斯（德語：Serfaus）是奥地利蒂罗尔州兰德克县的一个市镇。总面积59.6平方公里，总人口1179人，人口密度19.8人/平方公里（2005年）。该地的捷运系统是世界上海拔最高的气垫式铁路系统。